# Musikpavillon Baden-Baden

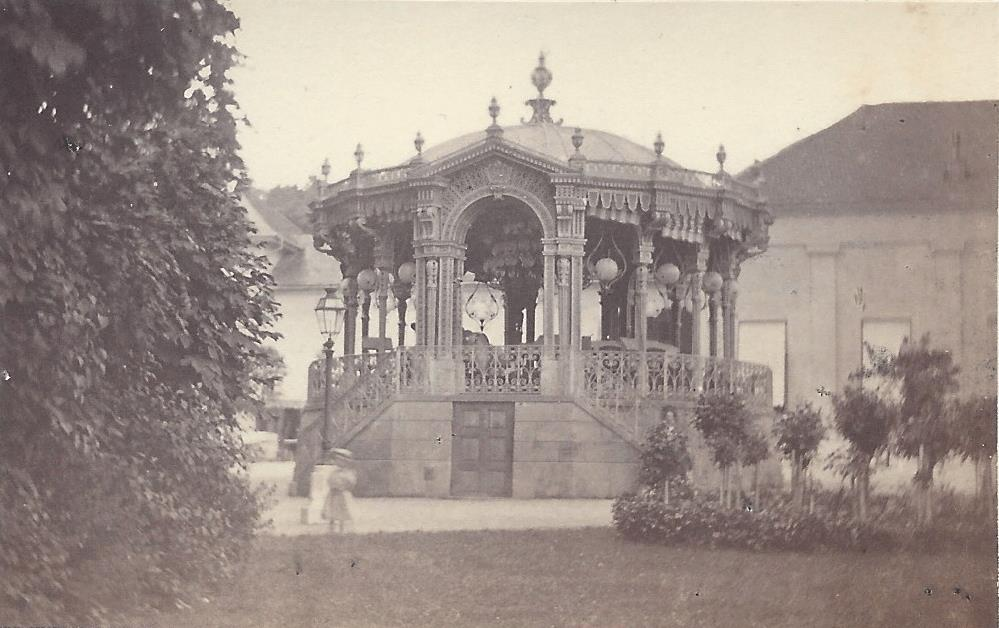
Gottlieb Theodor Hase: Der neue Musikpavillon in Baden-Baden um 1870

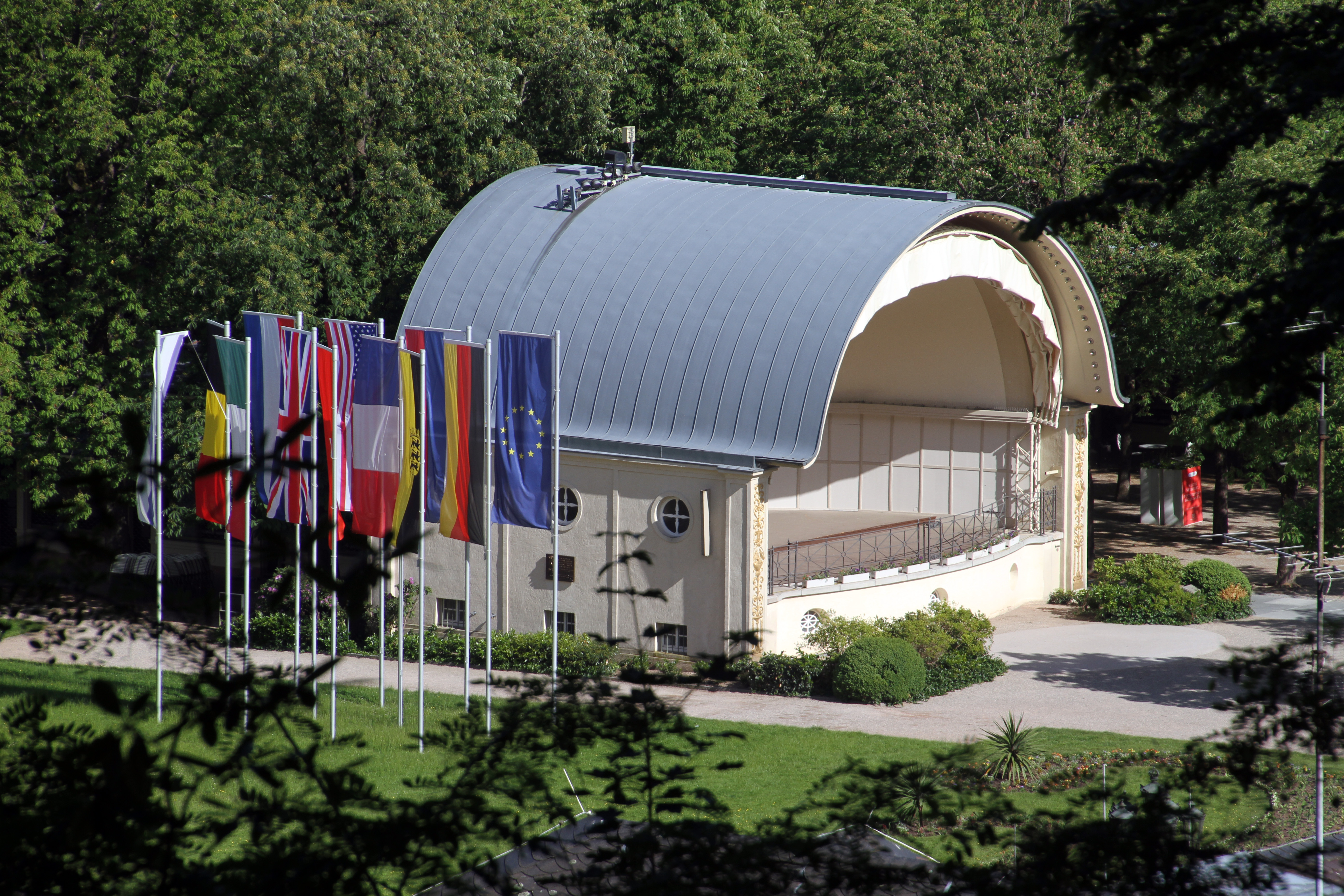
Der Nachfolgebau, die Kurmuschel von August Stürzenacker 1912

Der Musikpavillon Baden-Baden wurde 1858 nach Plänen Charles Polycarpe Séchans errichtet und diente bis 1912 für die sommerlichen Freiluftkonzerte an der Kurpromenade.

## Geschichte
Etwa ab 1800 entwickelte sich in Baden-Baden eine systematische musikalische Begleitung der Kurgäste. Vor dem linken Seitenflügel des Kurhauses wurde 1824 an der Kurpromenade ein hölzerner Kiosk zur Aufnahme des maximal sechzehn Musiker zählenden Kurorchesters errichtet. 1858 beauftragte der Spielbankpächter Edouard Bénazet den Neubau des Musikpavillons an gleicher Stelle. Der Schlosser M. Levéque errichtete das Polygon mit sechzehn Ecken aus Schmiedeeisen nach Plänen des Pariser Theaterarchitekten Charles Polycarpe Séchan, der ab 1860 an der Plänen der Opéra Garnier beteiligt war und bereits die Inneneinrichtung des Kurhauses in Baden-Baden entworfen hatte.
Séchan griff auf Stilelemente des französischen Régence zurück, die später fälschlich als maurisch gedeutet wurden. Eine doppelläufige Freitreppe mit geschmiedeten Eisengeländern führte zu einer steinernen Plattform, die ab 1872 42 Orchestermusiker aufnahm. Die sechzehn eisernen Bögen wurden von einer nach akustischen Regeln konzipierten Kuppel überragt. Inwieweit der von Bénazet von 1856 bis 1863 jährlich für ein Konzert im Kurhaus engagierte Hector Berlioz in die Konzeption des Pavillons involviert war, bleibt offen. Neuartig war ebenfalls eine Gasbeleuchtung, die abendliche und nächtliche Konzerte ermöglichte. Längsgestreifte Markisen in den Arkaden boten einen Sonnenschutz. Die Anlage wurde  für ihre weitreichende und harmonische Klangverbreitung legendär. 1912 wurde der Musikpavillon für den Nachfolgebau einer Konzertmuschel abgerissen, ein Verlust den Otto Flake wiederholt thematisierte.

## Orchester
Im Musikpavillon spielten in wechselnder Folge das Kurorchester und die rivalisierenden Musikkapellen örtlicher badischer, preußischer und österreichischer Regimenter. Die der Unterhaltung dienenden Konzerte waren öffentlich und frei zugänglich. Französische Kompositionen machten 11 % des Repertoires aus.  Erster Orchesterleiter wurde nach der Eröffnung des Musikpavillons im Juli 1859 der Böhme Miloslaw Koennemann, zuvor Kapellmeister des in Rastatt stationierten österreichischen Regimentes 28 Benedek. 1872 wurde das Orchester von 32 auf 42 Musiker erweitert. Der erkrankte Könnemann gab sein Abschlusskonzert am 13. April 1890. Nach einem Interim folgte ihm ab 1892 Paul Hein.